# Ken Lane
Kermit „Ken“ Lane (* 20. Dezember 1912 in Brooklyn, New York; † 23. November 1996 in Lake Tahoe, Kalifornien) war ein amerikanischer Musiker und Komponist. Seine erfolgreichste Komposition ist das Lied Everybody Loves Somebody, das in der Interpretation von Dean Martin in den 1960er-Jahren weltbekannt wurde. Lane arbeitete 25 Jahre lang mit Martin zusammen. Bei dessen Show- und Fernsehauftritten war er Pianist und Stichwortgeber.

## Karriere
Lane begann seine Musikerkarriere als Vaudeville-Pianist an der amerikanischen Ostküste. In den 1940er-Jahren leitete er die Ken Lane Singers, ein Gesangsensemble, das unter anderem mit Frank Sinatra, Frances Langford und Dinah Shore zusammenarbeitete. Nach dem Zweiten Weltkrieg zog Lane nach Los Angeles. Zu Beginn der 1950er-Jahre arbeitete er für die Paramount-Studios als Sprech- und Gesangslehrer; zu seinen Schülern zählten in den frühen 1950er-Jahren auch Dean Martin und Jerry Lewis.
Lanes musikalische Zusammenarbeit mit Dean Martin begann im Frühjahr 1957. Lane ersetzte Dick Stabile, dessen Orchester Martin ein halbes Jahrzehnt lang bei Auftritten und bei Studioaufnahmen begleitet hatte. Lane fungierte als Martins Pianist, bei vielen Auftritten dirigierte er auch das Orchester. Lane wurde Martins Stichwortgeber und übernahm vielfach die Rolle des „Straight Man“, also Martins seriösem Gegenspieler. Die Zusammenarbeit bestand auch bei der Dean Martin Show, einer von 1965 bis 1974 ausgestrahlten Fernsehserie der NBC. Lane war hier musikalischer Berater. In jeder Folge der Show spielte er bei einem Lied die Klavierbegleitung.
Parallel zu seinen Engagements mit Martin komponierte Lane bis in die 1970er-Jahre hinein Filmmusik für Kino- und Fernsehfilme.

## Everybody Loves Somebody
Lanes größter Erfolg als Komponist ist der Schlager Everybody Loves Somebody. Er schrieb das Lied 1947 zusammen mit Irving Taylor für Frank Sinatra, der das Copyright übernahm. Sinatra spielte das Lied 1948 ein. Im gleichen Jahr sang es Dean Martin in Bob Hopes Radioshow; eine Schallplattenaufnahme erfolgte damals aber noch nicht. Zu Beginn der 1950er-Jahre folgten Versionen von Peggy Lee und Dinah Washington; keine von ihnen erreichte aber Chart-Platzierungen.
Im April 1964 arbeitete Martin an der Fertigstellung seines Albums Dream With Dean, dem fünften Studioalbum für Reprise Records. Nachdem bereits elf Lieder eingespielt waren, schlug Lane sein Everybody Loves Somebody als Abschlussnummer vor. Auf Wunsch von Martins Frau Jeannie wurde es als zwölftes Lied in das Album aufgenommen. Martin spielte die Aufnahme am 16. April 1964 ein, Lane spielte das Klavier. Im Mai 1964 veröffentlichte Reprise die Aufnahme als Single, wenig später erschien das Album.
Dean Martins Version von Ken Lanes Everybody Loves Somebody war eines der erfolgreichsten Lieder des Jahres 1964. Sie erreichte am 15. August 1964 Platz eins der Billboard Hot 100 Single Charts. Martin, für den es die erste Top-40-Platzierung seit 1958 war, verdrängte damit die Beatles von dem Spitzenplatz.
Everybody Loves Somebody wurde in der Folgezeit zu Dean Martins Erkennungsmelodie. In der ersten Folge der Dean-Martin-Show, die am 16. September 1965 ausgestrahlt wurde, sang Martin das Lied an, brach es aber nach ein paar Zeilen mit der Bemerkung ab: „Wenn ich das Lied zu Ende singe, kaufen Sie nachher möglicherweise die Platte nicht“. In nahezu jeder Bühnenshow spielte Martin es zumindest an. Im Rahmen seines Drunk Act verballhornte er es häufig. So wurde aus der Liedzeile „If I had it in my power“ vielfach „If I had you in my shower“.

## Privatleben
Ken Lane hatte zwei Kinder. Seine Tochter Robin Lane (geb. 1947) ist Sängerin der Rockband Robin Lane and the Chartbusters, sein Sohn Christopher ist nicht in der Musikbranche tätig.
Lane setzte sich zusammen mit Dean Martin, der 1991 seinen letzten Live-Auftritt hatte, zur Ruhe. Er starb knapp ein Jahr nach Dean Martin in Lake Tahoe an einem Lungenemphysem.